# PAL-V Liberty
PAL-V Liberty，是荷兰飞行器公司PAL-V研发可载两人的飞行汽车，也是全球第一款获得批准在道路上行驶的飞行车。

## 研发历史
2009年，PAL-V在道路上使用Prototype X1测试了「倾斜」系统（在地面上行驶时，可以得到如摩托车一般的敏捷感的系统）。在测试成功之后，PAL-V开始构建Prototype X2，也称为PAL-V ONE，是一款集摩托车和旋翼机于一体的双座混合动力车。PAL-V于2012年进行了PAL-V ONE的首次试飞。通过证明飞行汽车这一概念后，PAL-V在其成熟技术的基础上开始设计其首款商用飞行汽车模型。
自2012年以来，PAL-V就一直设计摩托车和旋翼机于一体的Liberty原型机的飞行和驾驶测试。PAL-V Liberty是一种兼作三轮摩托车的折叠飞机（也称为小型直升机），当需要在空中飞行时，可伸展桅杆使用螺旋桨升降。在地面行驶时，螺旋杆和桨叶则折叠在车顶上方，动力转移到车轮上，使其可以像三轮汽车一样行驶。该设计的缺点是需要一条跑道才能起飞，从而限制了可用于飞行的区域。虽然一些公司也正在开发能够垂直起飞和着陆的类似无人机的飞行汽车，但在PAL-V Liberty发布前，没有一家公司宣布可以计划在道路上行驶的飞行车辆。
2017年2月，PAL-V通过PAL-V Liberty开始了营销活动，并宣布他们已经开始销售首款商用飞行汽车。2018年3月6日至7日（仅新闻发布）以及3月8日至18日（公众日）在瑞士日内瓦汽车展1210号展位上，PAL-V以生产意图的形式推出全球首款飞行汽车生产模型PAL-V Liberty 。但在批准出售之前，PAL-V Liberty仍需要通过许多飞行测试和通过欧洲航空安全局（EASA）的航空认证，预定在2022年开始大量生產。
在2019年日内瓦车展上，PAL-V发布了只生产90辆的全球限量版飞行汽车PAL-V Liberty Pioneer「先行者」。Pioneer虽然是以PAL-V Liberty为基础设计，但不同于Liberty的版本，Pioneer配备了双重控制座舱和电子飞行仪表系统（Electronic Flight Instrument System）等众多装置。Pioneer版飞行汽车于2019年分别于3月5日至3月6日（仅限媒体）和3月7日至3月17日（公共展示日），在日内瓦汽车展一号展厅的1220展位进行展示。
2020年3月9日，PAL-V国际业务发展副总裁Carlo Maasbommel与印度古吉拉特邦签署了谅解备忘录，以在古吉拉特邦建立制造工厂和出口部门。该公司的目标是到2021年将PAL-V从印度出口到美国，荷兰，英国等。
2020年10月28日，经过多个严格的测试，包括欧洲道路准入测试、制动和噪音污染的测度后，PAL-V Liberty获准在欧洲道路上行驶，但不允许在天上飞行。PAL-V預計2022年才拿到歐洲航空安全局（EASA）的許可，飛行車才可正式升空。
2021年2月，PAL-V Liberty沒能通过欧盟航空安全局（EASA）的飞行认证基础，因EASA的认证规范主要针对直升机，不足以规定批准旋翼机的依据。不过，作为特殊条件，EASA承认 PAL-V Liberty作为旋翼机和公路车辆的双重功能。PAL-V与EASA合作制定了超过1,500项标准，以使PAL-V Liberty在通过EASA的CS-27小型旋翼机认证规范（CS-27 Small Rotorcraft）的相关要求，才可得到飞行认证。PAL-V对此预测，要到2023年才拿到EASA的飞行許可，并将发售日期延迟至2024年。同年11月，Pal-V与西班牙公司Airtificial Aerospace and Defense组成合作关系，后者与Pal-V达成的协议包括供应多种复合材料部件，包括油箱、车身部件、螺旋桨和转子叶片。同时，Pal-V宣称已接受了14个国家的订单，并正在内部培训其首批飞行司机。2022年，Pal-V授权在英国考文垂和牛津设立销售基地。

## 性能
根据PAL-V在Liberty日内瓦汽车展上首次亮相时表示，该车采用油電複合動力系統，发动机功率为100马力，加速所需时间不超过9秒，可以在仅330 米（1,000 英尺）的跑道上起飞，在空中高达11480英尺（3500米）的高度下的最高速度达到112英里（180 km / h），降落所需的跑道长度是30米（100英尺）。它的26.4加仑（100升）的油箱则能带来4.3小时的空中续航能力，而半小时的油箱储备时间可提供约310英里（500公里）的续航里程（一名乘客）。在地面上则可达到817英里（1315公里），重量约为660公斤。

## 驾驶资格
驾驶PAL-V Liberty需要在旋翼飞机上获得PPL（私人飞行员执照）的等级评定才能驾驶。这当中包括了理论和实践培训。实际培训需要30到40个小时，之后才能参加考试。

## 型号

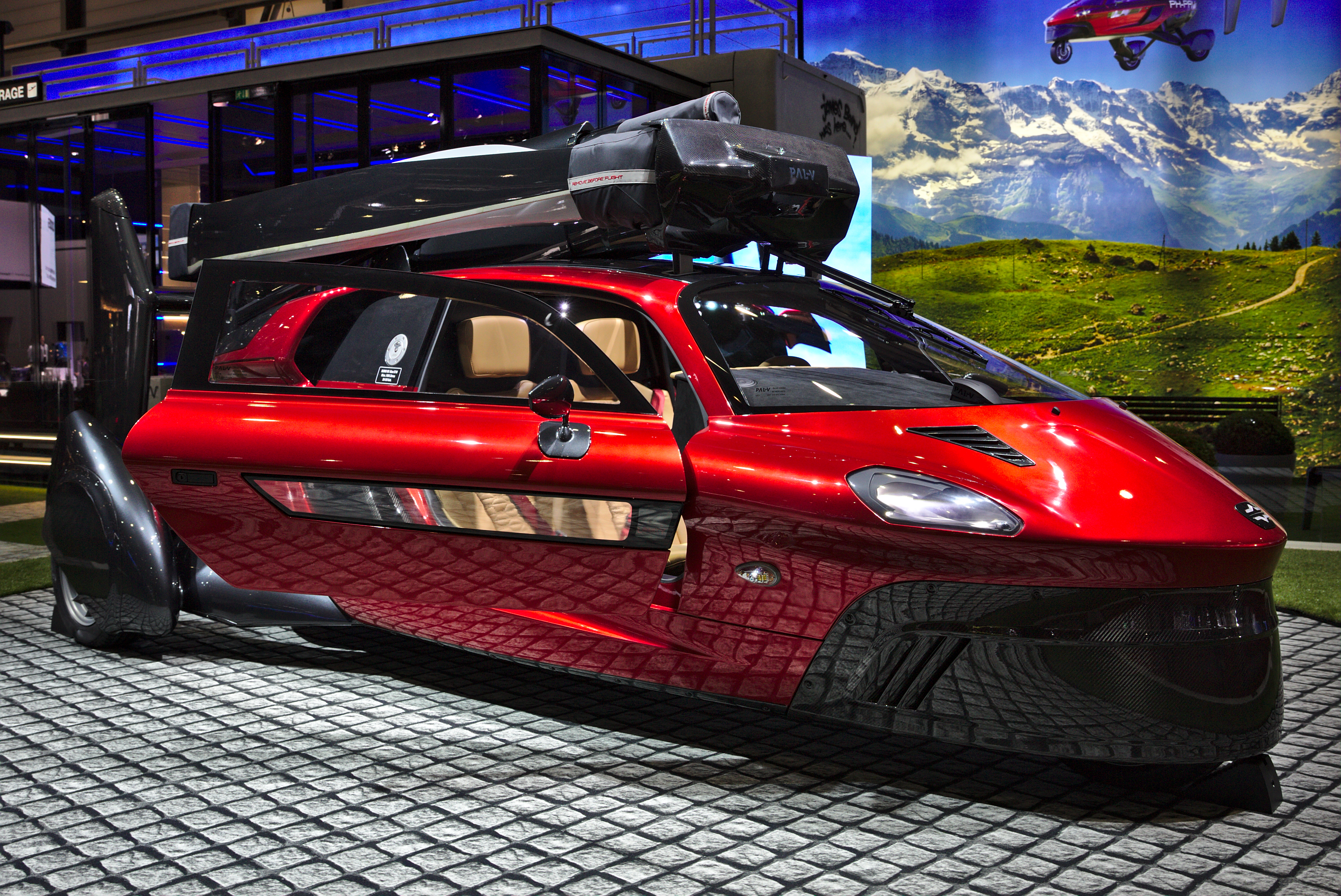
PAL-V在2018年日内瓦汽车展上的PAL-V Liberty型号

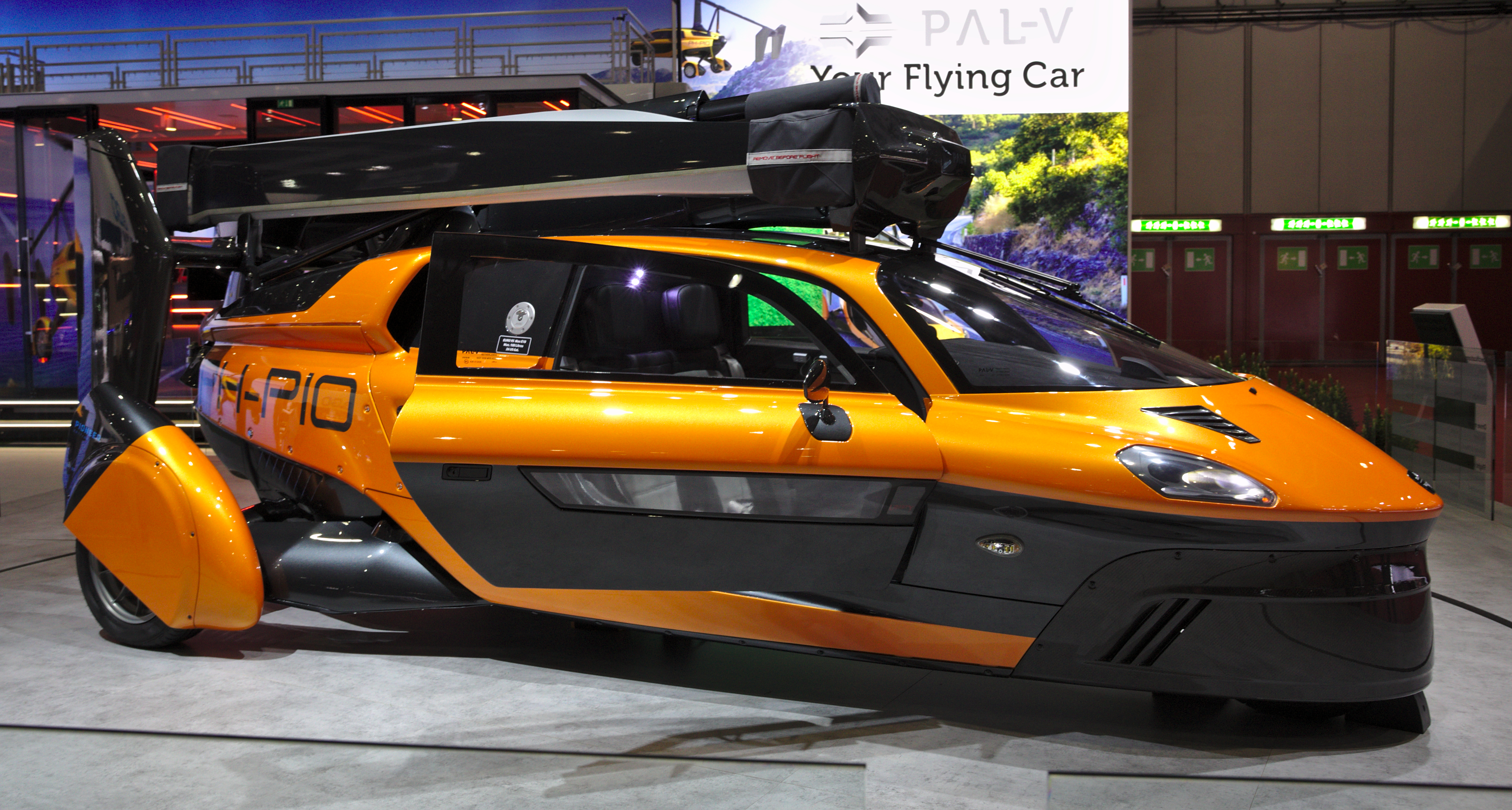
PAL-V在2019年日内瓦汽车展上的PAL-V Liberty Pioneer型号

PAL-V目前有2个不同的版本，Liberty Sport和Liberty Pioneer，Liberty Sport是基本型号，预定在2024年量产化。Liberty Pioneer是限量版型号，全球只有90辆，该型号将在PAL-V其他型号量产之前交付。
价格因国家和地区而异，从欧洲地区订购Liberty Sport起价为399,000美元，Liberty Pioneer起价为599,000美元。制作商PAL-V表示，当开始量产后的车型会先在比利时、荷兰、卢森堡、奥地利、德国、瑞士和英国销售，然后再扩展到整个欧洲和其他地区。